# Walter Browne
Walter Browne (10.1 1949 – 24. června 2015) je prvním australským šachovým velmistrem, později reprezentoval USA. Třikrát vyhrál a třikrát se dělil o první místo na mistrovství USA, dvakrát se zúčastnil mezipásmového turnaje.